# Stéfan Stoichev
Stepán (Stéfan) Antónovich Stóichev (el 17 de mayo de 1891, Chisináu — el 15 de enero de 1938, Vorónezh) — filólogo soviético, crítico literario, rector del Instituto Pedagógico de Nizhny Novgorod, Universidad Estatal de Nizhni Nóvgorod (1924–1926), Universidad Estatal de Perm (1927–1931), Instituto Pedagógico de Perm (1931–1932), Universidad Pedagógica Estatal de Vorónezh (1933–1937). Bajo su liderazgo, en 1930, la Universidad Estatal de Perm fue liquidada y en su base aparecieron 5 nuevas universidades. En 1931 se inició la reorganización de la universidad. 

## Biografía
Es de una familia de profesores búlgaros. Se graduó de la escuela secundaria en Riazán.
De 1912 a 1916 estudió, se graduó en el departamento eslavo-ruso de la facultad de historia y filología de la Universidad Estatal de Moscú.
Desde 1918, fue miembro del RKPb.
De mayo a septiembre de 1919 — fue comisario de Educación del Pueblo del Gobierno Provisional de la República Soviética Socialista de Besarabia. Luego dirigió la subdivisión escolar del departamento provincial de educación pública en Nizhny Novgorod. 
Desde 1922, fue jefe del departamento de educación y luego decano de la facultad de trabajo de la Universidad Estatal de Nizhni Nóvgorod.
En septiembre de 1924 fue elegido rector de la Universidad de Nizhny Novgorod. Por primera vez en la historia de la Universidad de Nizhny Novgorod, los estudiantes nominaron a un candidato para este puesto.
Al mismo tiempo, trabaja como rector del Instituto Pedagógico de Nizhny Novgorod, es decir, combina dos puestos de rector al mismo tiempo.
1926 - director de un departamento de universidades, subdirector de Dirección General de Formación Profesional (Moscú).
En mayo de 1927 fue elegido rector de la Universidad Estatal de Perm.
Durante los años de rectoría se involucró activamente en el fortalecimiento de la base material de la universidad, al mismo tiempo impartió cursos como introducción a la literatura, literatura del siglo XIX, literatura del siglo XX, metodología de la crítica literaria, etc.
En 1929, gracias a los esfuerzos de S. A. Stóichev, se reanudó la publicación de "Notas científicas de la Universidad de Perm".
En 1930-1931, el Consejo de Comisarios del Pueblo de la RSFSR decidió organizar institutos independientes en la base de las facultades de la Universidad Estatal de Perm: industrial-pedagógica (pedagógica), médica y agrícola en Perm, química y tecnológica - en Bereznikí y veterinaria - en Troitsk (óblast de Cheliábinsk).
El 17 de mayo de 1930, el comité de distrito del PCUS (b) tomó la decisión de organizar una comisión de liquidación. El 22 de mayo de 1930, una comisión de liquidación presidida por el rector de la Universidad Stóychev tomó decisiones de la transferencia de locales, equipos y una biblioteca a los institutos recién creados. Hasta su salida de Perm, S. A. Stóichev también fue director del Instituto Pedagógico de Perm y del Instituto de Ciencias de la Universidad Estatal de Perm.
Fue S. A. Stóichev, quien dirigió la liquidación de la Universidad de Perm, quien tomó medidas para restaurarla. 
En diciembre de 1931,  el rector Stóychev fue acusado de "salirse de las posiciones de clase del partido", "liberalismo podrido", "apoyar las profesores reaccionarios" como por ejemplo el profesor P.S. Bogoslovsky. S. A. Stóichev fue retirado del trabajo. Un poco más tarde, el Comisariado del Pueblo para la Educación de la RSFSR consideró esta decisión una exageración y, a principios de 1932, S. A. Stóychev fue trasladado a a Moscú.

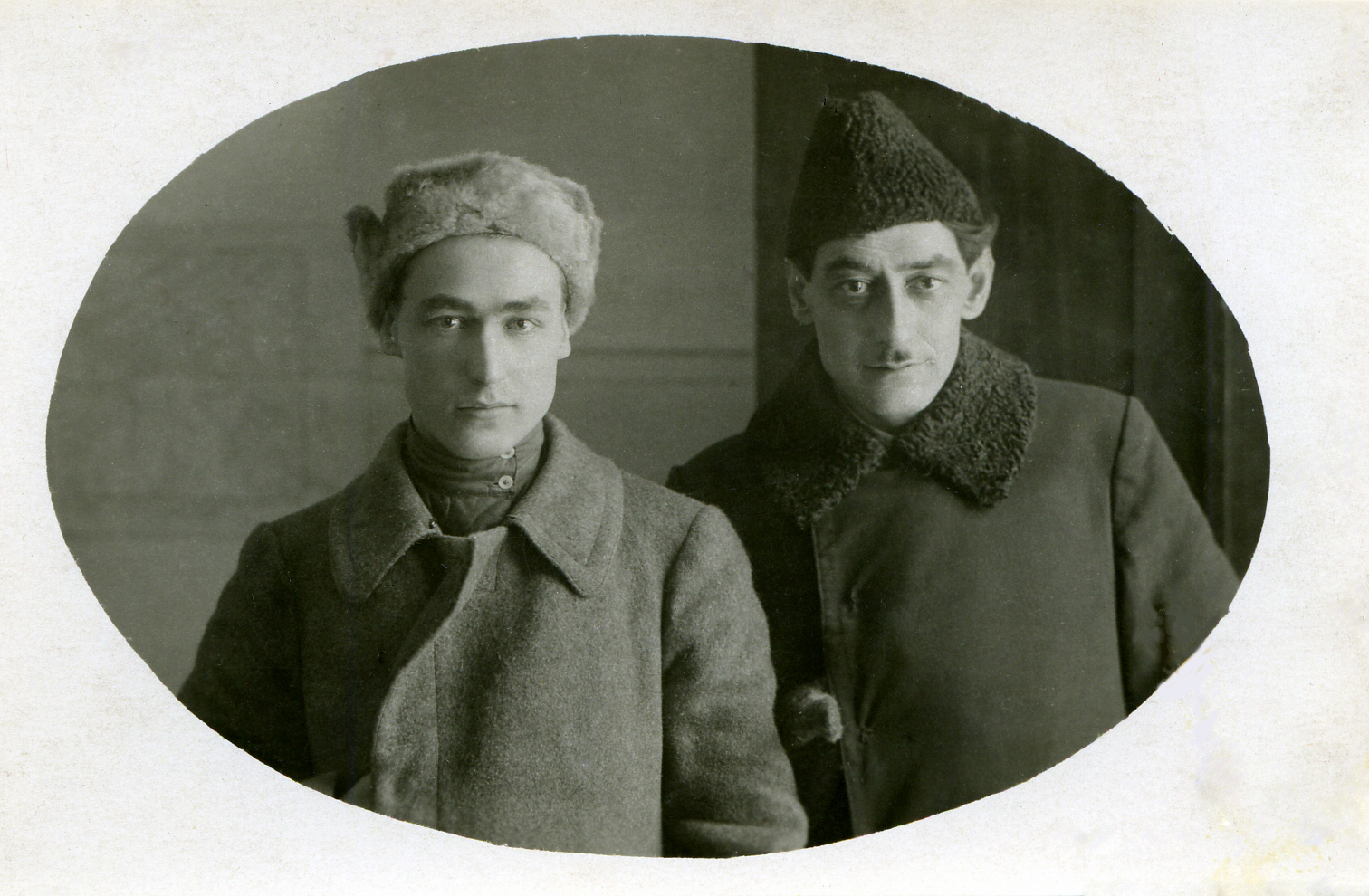
Mijaíl Abaturov (organizador del partido y profesor de marxismo-leninismo en la Universidad de Perm) y Stepan Antonovich Stoichev (rector)

En 1932 fue jefe del departamento de formación científica del Comisariado Popular de Educación, y jefe de uno de los departamentos del Instituto Pedagógico de Moscú. Aquí escribió su tesis doctoral "La mujer en la literatura rusa".
Desde 1933 - Director del Universidad Pedagógica Estatal de Vorónezh, Jefe del Departamento de Literatura
Desde 1935 - secretario ejecutivo de la organización regional Unión de Escritores Soviéticos.En estos puestos trabajó hasta su arresto.
23 de agosto de 1937 fue arrestado. Fue acusado de "ser desde 1935 miembro de la organización antisoviética de sabotaje y terrorista trotskista que opera en la región de Voronezh, participar en la discusión sobre la preparación de un acto terrorista contra uno de los líderes del partido y el estado soviético".
En una reunión de la oficina del comité de PCUS (b) de la ciudad de Vorónezh, fue expulsado del Partido Comunista de la Unión Soviética. Al mismo tiempo, la resolución señaló que S. A. Stóichev, que había trabajado anteriormente como rector de la Universidad de Perm, tenía una sanción de partido en 1931. Fue una reprimenda por el hecho de que se publicaron varios trabajos científicos que reflejaban la ideología burguesa en "Izvestia de la Universidad de Perm", por la metodología incorrecta de varios programas impartidos a los cursos, y por la actitud liberal hacia la antigua cátedra.
El 15 de enero de 1938, el Colegio Militar de Corte Suprema de la Unión Soviéticacondenó a Stepán Antónovich Stóychev en virtud del art. 58-8 y 58-11 del Código Penal de la RSFSR a la pena capital por presunta "participación en una organización de sabotaje y terrorista trotskista". El veredicto se ejecutó de inmediato [10].
En 1957 fue rehabilitado póstumamente.